# Arefa Wierchoturski
Arefa (ur. 1865 w ujeździe małoarchangielskim, gubernia orłowska, zm. 2 maja?/15 maja 1903 w Wierchoturiu) – święty mnich prawosławny.
Urodził się w wielodzietnej rodzinie chłopskiej. W wieku 24 lat wstąpił jako posłusznik do monasteru Wałaam. W 1893 złożył wieczyste śluby zakonne, przyjmując imię Arefa. W tym samym roku został przeniesiony do monasteru św. Mikołaja w Wierchoturiu. Siedem lat później, gdy przełożony tegoż klasztoru archimandryta Hiob odszedł w stan spoczynku, jego następcą został wybrany hieromnich Arefa. 6 maja 1900 otrzymał godność archimandryty.
Jako przełożony klasztoru zainicjował jego rozbudowę: wzniesienie dwóch cerkwi, domu pielgrzyma, budynków gospodarczych, szkoły i muru otaczającego cały kompleks. Zajmował się również biblioteką i archiwum monasterskim. Przed obchodami jubileuszu trzystulecia monasteru w 1904 doprowadził do spisania jego historii. 
Według tradycji przewidział swoją śmierć na kilka dni wcześniej. Został pochowany na cmentarzu monasteru św. Mikołaja.
W 1984 został kanonizowany jako jeden z Soboru Świętych Syberyjskich. Dziesięć lat później miała miejsce translacja jego relikwii.